# Иконография Иисуса Христа
Иконогра́фия Иису́са Христа́ — совокупность систем, школ и произведений, изображающих Иисуса Христа.

## Облик Христа

### Раннее христианство

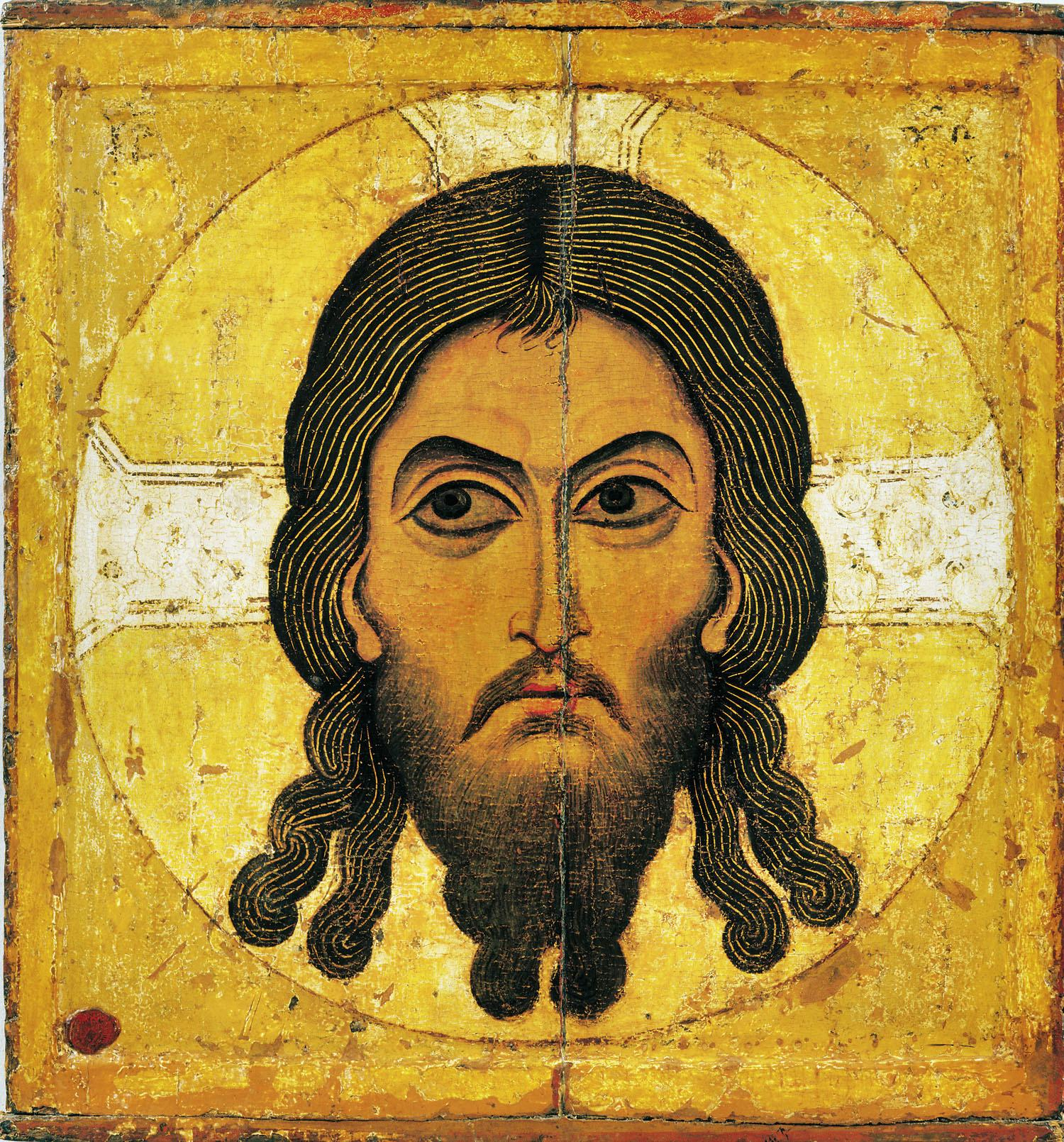
Спас Нерукотворный (новгородская икона XII века)

Самые ранние христианские писатели не описывали внешность Иисуса Христа. Ведущий богослов II века Ириней Лионский, цитируя апостола Иоанна, так выразил представление Отцов Церкви о роли воплощении Христа: «Слово Божие стало плотию … чтобы разрушить смерть и оживотворить человека». Однако, приведённые выше слова видимо означают Боговоплощение как таковое.
В Новом Завете многие воспринимают Христа как обычного человека, странника, сына простого плотника: «не Иосифов ли это сын?» (Лк. 4:22), «Не плотник ли Он, сын Марии, брат Иакова, Иосии, Иуды и Симона?» (Мк. 6:3), Поэтому Его обвиняют в богохульстве за то, что Он назвал Себя Сыном Божьим (Мк. 14:61-62).
Римский философ II века Цельс в своём сочинении «Правдивое слово» (2-я половина II века) среди критических высказываний в адрес христианства бегло упоминал и о внешности Иисуса: «Раз в теле [Иисуса] был дух Божий, то оно должно было бы резко отличаться от других ростом, красотой, силой, голосом, способностью поражать или убеждать; ведь невозможно, чтобы нечто, в чём заключено больше божественного, ничем не отличалось от другого; а между тем [тело Иисуса] ничем не отличалось от других и, как говорят, не выделялось ростом, красотой, стройностью.» Это свидетельствует, что и ранние христиане считали образ Христа человеческим.
Отец церковной истории Евсевий Памфил, на рубеже III—IV веков, рассказывая о виденной бронзовой статуе Христа, неодобрительно отзывается об изображениях Христа и Апостолов: «Я ведь рассказывал, что сохранились изображения Павла, Петра и Самого Христа, написанные красками на досках. Естественно, что древние привыкли, особенно не задумываясь, по языческому обычаю, чтить таким образом своих спасителей.».
Ириней Лионский, критикуя движение карпократиан, упоминает изображения Христа:

«Они… имеют частью нарисованные, частью из другого материала изготовленные изображения, говоря, что образ Христа сделан был Пилатом в то время, когда он жил с людьми. И они украшают их венцами и выставляют вместе с изображениями светских философов, именно с изображением Пифагора, Платона, Аристотеля и прочих; и показывают им другие знаки почтения, так же, как язычники.»

Впрочем, он возможно критиковал то, что изображение Христа ставится вместе с изображениями языческих философов и языческую манеру поклонения.
Предание о создании первого портрета Иисуса Христа передал один из Отцов Церкви Иоанн Дамаскин:

«Царствовавший в осроенском городе Эдесса царь Авгарь послал живописца нарисовать похожее изображение Господа. Когда же живописец не мог этого сделать по причине сиявшего блеска лица Его, то сам Господь, приложив кусок материи к своему божественному и животворящему лицу, напечатлел на куске материи Свой образ и при таких обстоятельствах послал это Авгарю по его желанию.»

Описания внешнего вида Христа сохранились по рассказам «самовидцев» и к IV—IX вв. сложились в подробные тексты, совпадающие в основных подробностях. Однако в VIII веке набрало силу религиозно-политическое движение против почитания икон и других изображений Христа и святых (иконоборчество). Иконоборцы считали священные изображения идолами, а культ почитания икон — идолопоклонством, ссылаясь на ветхозаветные заповеди: «не сотвори себе кумира и никакого изображения того, что на небе вверху… не поклоняйся им и не служи им» (Исх. 20:4-5). В 730 году византийский император Лев III Исавр запретил почитание икон. Результатом иконоборчества стало уничтожение тысяч икон, мозаик, фресок и статуй святых во многих храмах, также подверглись преследованиям почитатели икон.
В Ветхом Завете запрещалось изображать чужих богов. Допускались к примеру, изображения херувимов в Храме (Исх. 26:1, Иез. 41:17-25). В Ветхом Завете также запрещалось изображать Бога так как люди не видели Его Образа: «Твердо держите в душах ваших, что вы не видели никакого образа в тот день, когда говорил к вам Господь» (Втор. 4:15). То есть запрещалось давать волю своей фантазии и придумывать образ Бога, Которого никто не видел. Также в Новом Завете Иисус Христос говорит: «Истинно говорю вам, что многие пророки и праведники желали видеть, что вы видите, и не видели, и слышать, что вы слышите, и не слышали.» (Мф. 13:17).
На VII вселенском соборе в 787 году был установлен догмат вселенской христианской церкви — иконопочитание. Основная мысль иконопочитания: «Честь, воздаваемая образу, переходит на Первообраз».

### Канонический облик

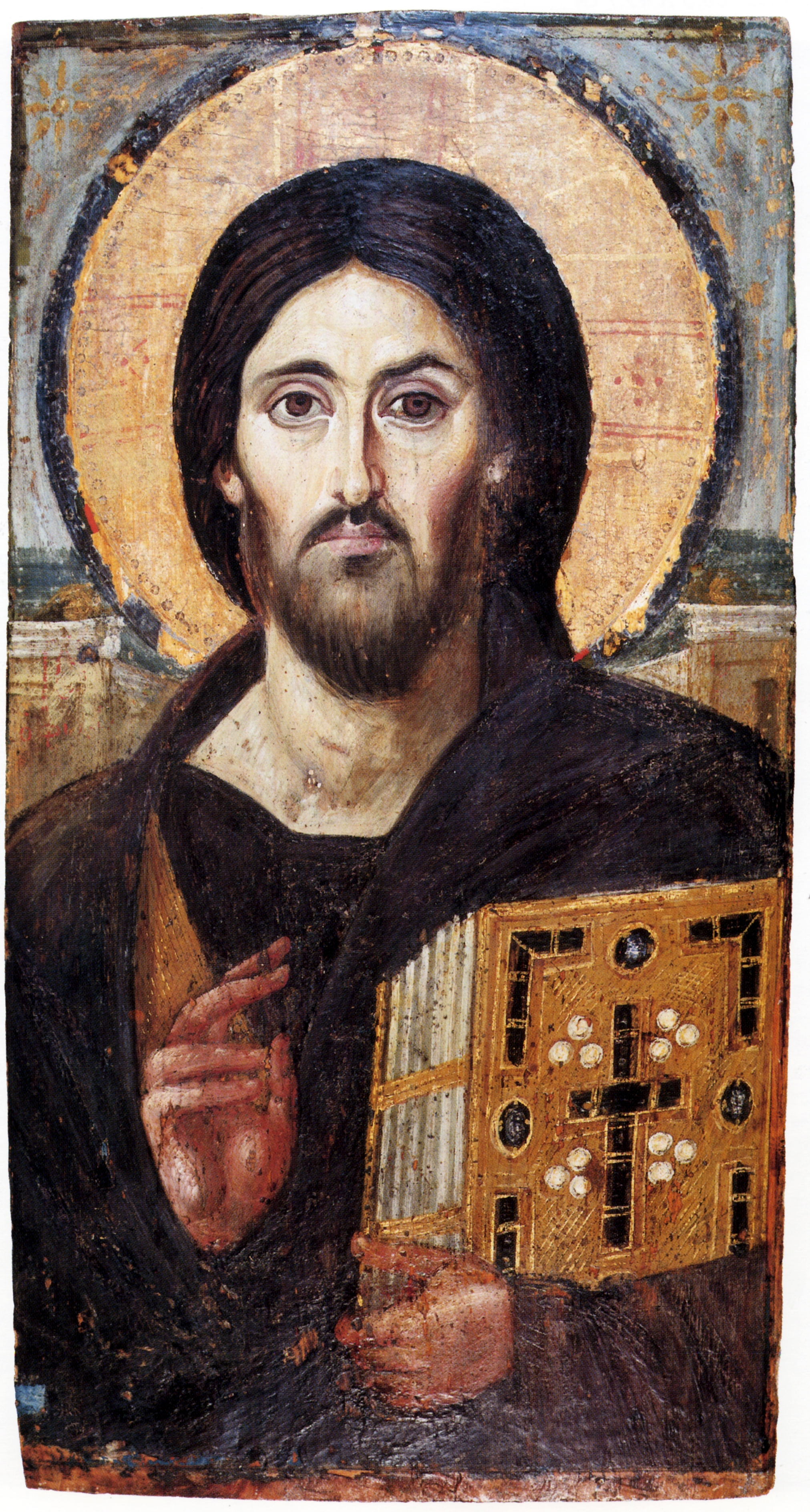
Древнейшая икона Христа
(энкаустика, VI век, монастырь Святой Екатерины)

В христианской литературе встречаются несколько описаний внешнего вида Христа, в целом воспроизводя один и тот же основной тип. В живописи этот тип несколько видоизменялся согласно с развитием иконографии и под влиянием местных условий. Считается, что самое раннее описание принадлежит проконсулу Иудеи Публию Лентулу, предшественнику Понтия Пилата. В своём письме римскому сенату Лентул сообщает про Иисуса Христа:
| «Этот человек высок ростом, важен и имеет наружность, полную достоинства, так что внушает взирающим на него в одно и то же время страх и любовь. Волосы у него на голове гладкие, темноватого цвета (каштановые), падают с плеч прядями и разделены пробором посреди, по обычаю назореев. Лоб у него открытый и гладкий, на лице нет пятен и морщин, цвет лица слегка красноватый. Борода рыжая и густая, не длинная, но раздвоившаяся. Глаза голубые и необыкновенно блестящие. Стан его высок, руки прямы и длинны, плечи красивы. Речь его обдуманная, верная и сдержанная. Это прекраснейший из земнородных.» |

Весь стиль письма не соответствует посланию римского наместника и выдаёт его христианское происхождение, хотя определить точную дату его составления не представляется возможным. Сам документ обнаружен в латинском переводе в рукописи между сочинениями Ансельма Кентерберийского, архиепископа и богослова XI века, однако историки не сомневаются в его гораздо более раннем греческом происхождении. Также о прокураторе Иудеи по имени Публий Лентул неизвестно из других источников, а предшественником Пилата был Валерий Гратус.
Похожее описание Христа дал константинопольский монах Епифаний в «Житии Андрея Первозванного» (первая половина IX века)
| Спаситель «былъ весьма прекрасенъ видомъ (какъ глаголетъ пророкъ (Пс. 44, 3): „красе́нъ добро́тою паче сыновъ человѣческихъ“), ростомъ же или тѣлеснымъ возвышеніемъ шести полныхъ футъ; русые имѣя волосы и не особенно густые, скорѣе напоминавшіе колосья; брови же черныя и не особенно согнутыя; очи свѣтлыя и блестящія (подобно тому, какъ разсказываетъ исторія о праотцѣ Его Давидѣ (I кн. Царствъ, XVII, 42): „той дѣтище бѣ, и черменъ и лѣпъ очима“ (Пс. 44, 3); подобно и Сей) красноокій, съ долгимъ носомъ, с русою брадою, имѣя длинные волосы — ибо никогда бритва не коснулась главы Его, ни рука человѣческая, кромѣ Матери Его, въ дѣтскомъ Его возрастѣ; съ легкимъ склоненіемъ выи, настолько, чтобы не вполнѣ прямо держаться Ему во весь ростъ; пшеничнаго цвѣта тѣла, лицо не круглое, но какъ у Матери Его, слегка съуживающееся къ низу, слегка покрывающееся румянцемъ, настолько, чтобы выказать благочтивый и разумный нравъ и кроткій обычай и во всемъ безгнѣвную благость, какую описало Слово незадолго въ Его Матери, ибо во всемъ Онъ Ей уподоблялся и приравнивался». |

## История иконографии

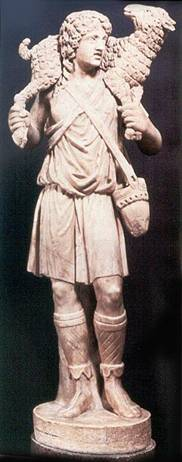
Добрый Пастырь. Римская мраморная скульптура, IV век.

В раннехристианские времена часто использовались аллегорические изображения Христа в виде ягнёнка (агнца) (Ин. 1:29), пеликана (символ милосердия, разорвал себе грудь, чтобы кровью накормить птенцов), дельфина (спаситель утопающих), пронзённого трезубцем, ягнёнка под якорем, символизирующим крест, рыбы (ихтис).
Среди антропоморфных изображений особой популярностью пользовались Орфей, играющий на арфе, или «Добрый Пастырь» — пастух, несущий заблудшую овцу на плечах. Постановлениями Пято-Шестого (Трулльского) собора в 692 г. аллегорические изображения Христа были запрещены.
Близкие традиционным иконописным образам изображения Христа известны уже по римским катакомбам. Своё развитие иконография Спасителя получила во фресках и мозаиках христианских церквей Восточной и Западной Римских империй. В иконописи первые сохранившиеся станковые изображения известны с VI века, в то же время предание относит некоторые образы, например, Спас Нерукотворный к евангельским временам.

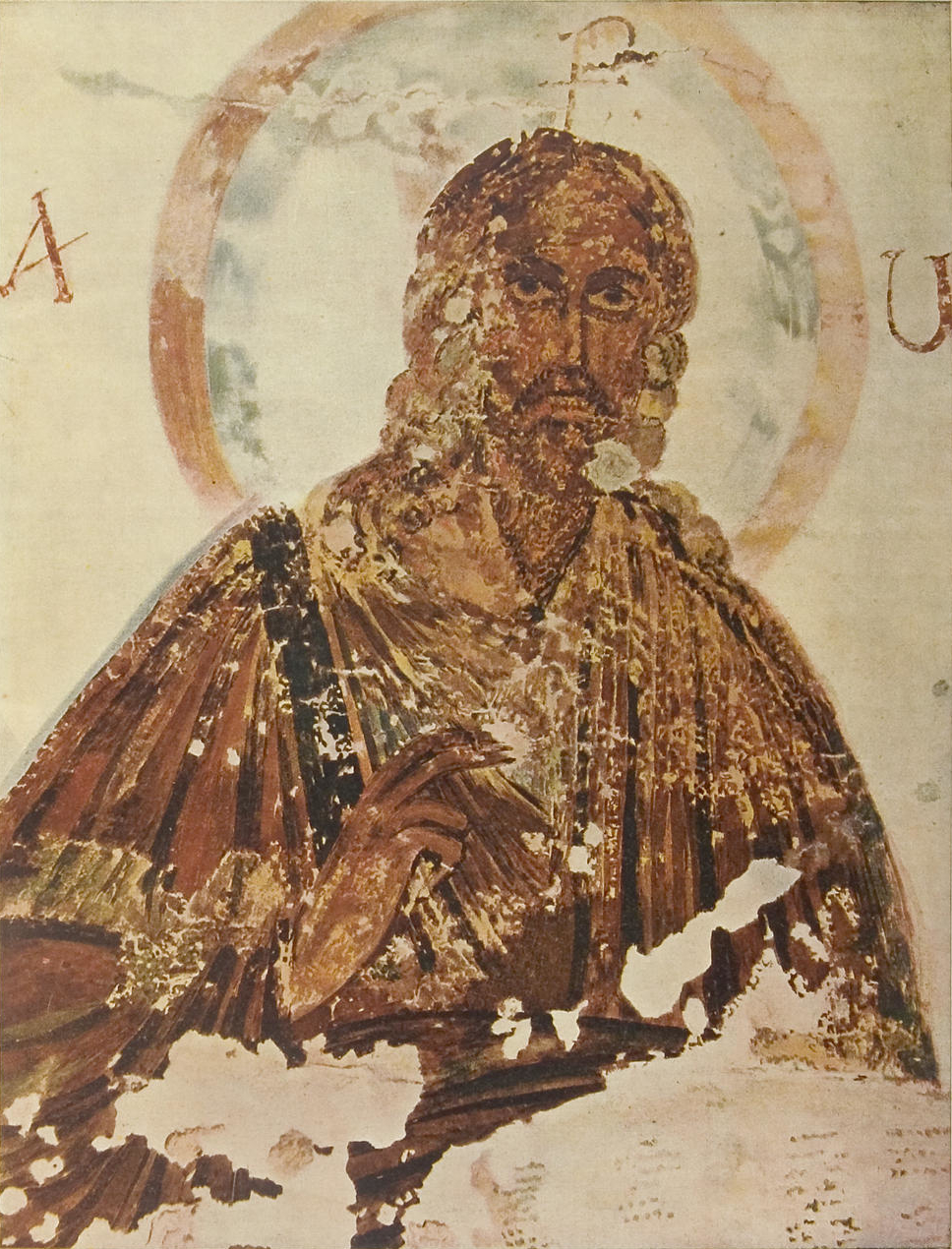
Фрагмент фрески с Христом, сидящим между Петром и Павлом, катакомбы Марцеллина и Петра, IV век

## Обязательные элементы изображения

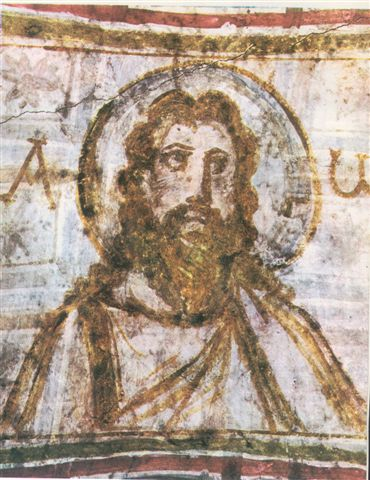
Одно из первых изображений Иисуса Христа с нимбом. Фрагмент росписей римских катакомб (катакомбы Коммодиллы, IV в.)

Нимб у изображений Христа появился как ответ Церкви на ересь Ария (см. статью арианство). Чаще всего Иисус Христос изображается с особым, свойственным только Ему крестчатым нимбом. Первоначально для обозначения единой сущности второй ипостаси Святой Троицы использовались греческие буквы α и ω (Отк. 1:8, 1:10, Отк. 21:6, 22:13).
С XI века «земное» имя подписывается ІС ХС (сокращение от Иисус Христос) слева и справа от изображения, а «небесное» имя — греческими буквами ὁ ὢν (от др.греч. «Су́щий» в тексте Исх. 3:14 — יהוה — произносится «Яхве» или «Иегова») в трёх видимых лучах крестчатого нимба. В русской иконописи греческие буквы часто заменяются кириллическими: ОѠ҆́Н с различными вариантами толкования.
После раскола Русской церкви, как ответ старообрядцам на написание имени Ісус с одной «и», в среде «правящей» Русской Православной церкви появились нововведения в подписи ІИС ХС, не получившие широкого распространения.
Традиционные одежды Христа: нижняя — пурпурный хитон с полосой — клавом на плече, верхняя — синий гиматий

## Католическая иконография Иисуса Христа
- Мандилион
- Пантократор (Христос во славе)
- Ребёнок Иисус, стоящий на коленях перед орудиями Страстей — редкий тип изображений, характерный для середины XVII века

## Православная иконография Иисуса Христа

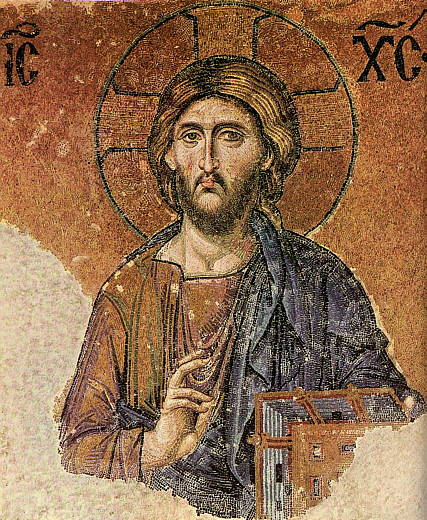
Спас Вседержитель (Пантократор). Мозаика в южной галерее собора св. Софии в Константинополе. Вторая четверть XII в.
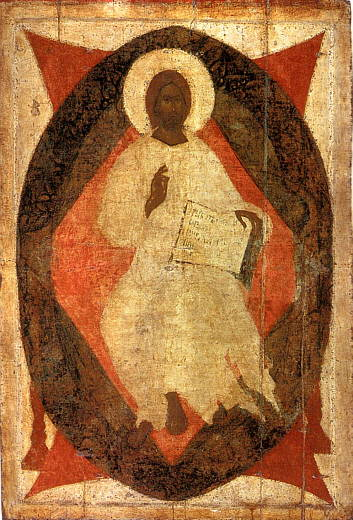
Спас в силах. Икона из деисусного чина иконостаса Благовещенского собора Московского Кремля. Феофан Грек (?). Конец XIV в.
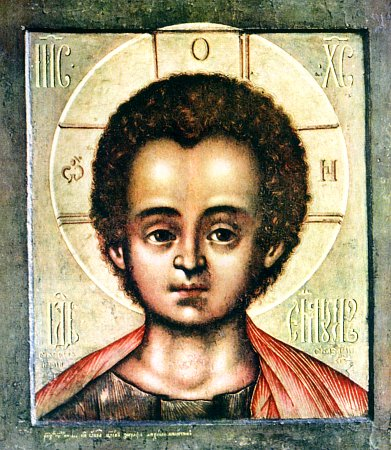
Спас Эммануил. Симон Ушаков
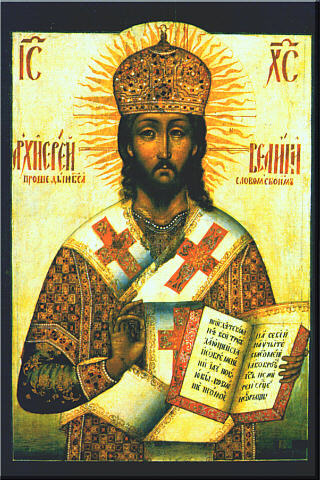
Архиерей Великий. Икона. Конец XVII в.
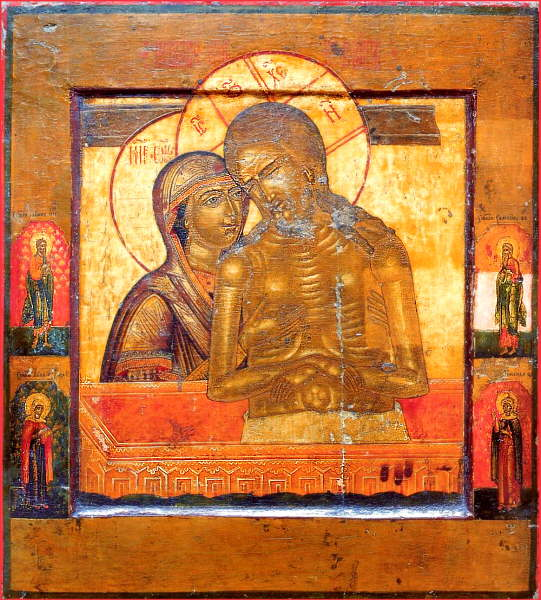
Не рыдай Мене, Мати. Икона. Конец XVIII — первая четверть XIX в.
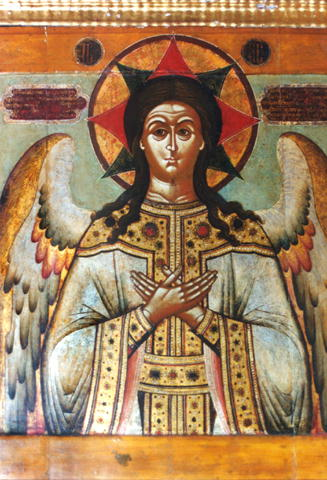
Благое Молчание. Икона. Иван Дьяконов (?). XVII в.
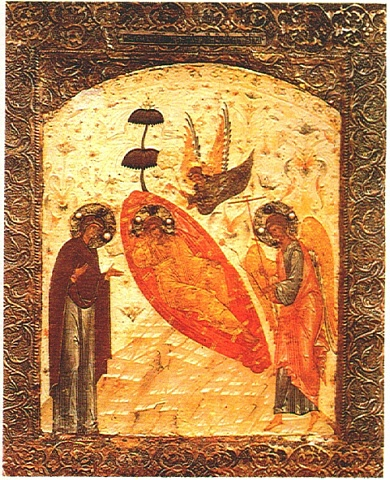
Недреманное Око. Икона. Середина XVI в.
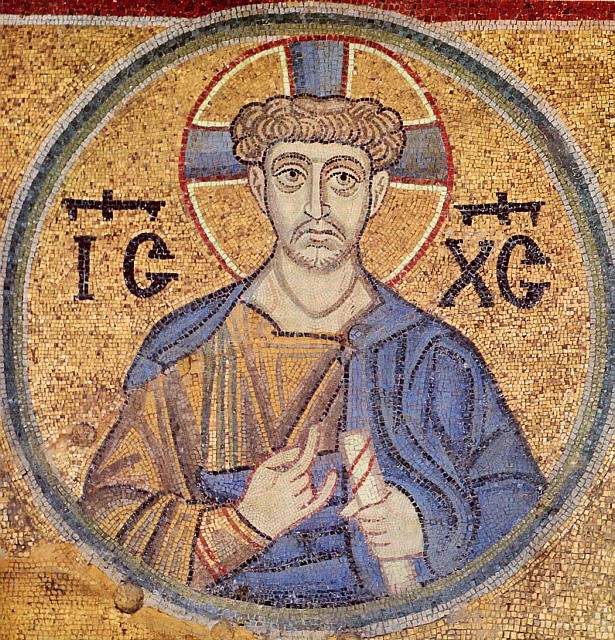
Спас Иерей. Мозаика. Киев. Середина XI в.